# Hettenshausen

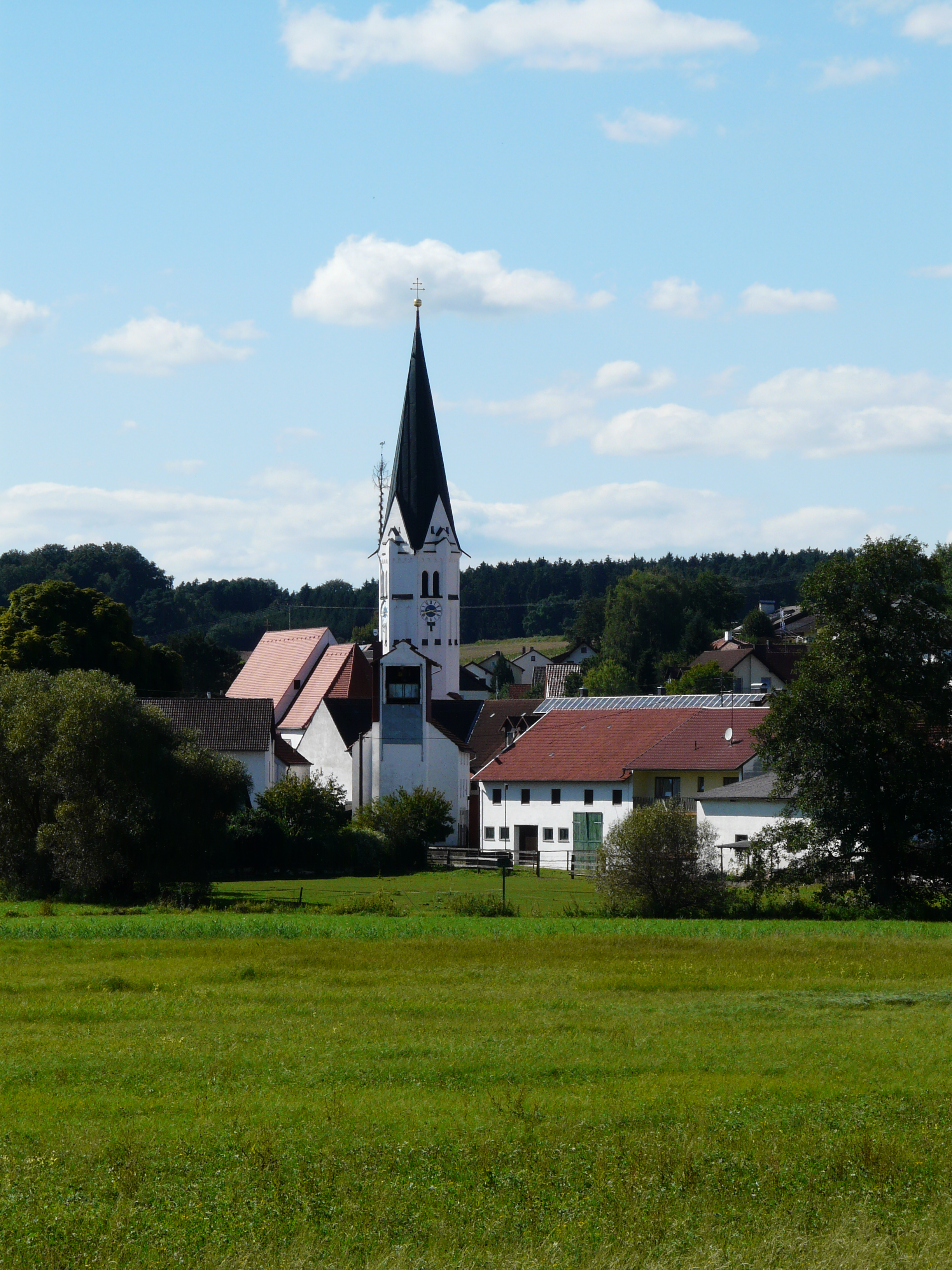
Hettenshausen von Südosten

Hettenshausen ist eine Gemeinde im oberbayerischen Landkreis Pfaffenhofen an der Ilm und Mitglied der Verwaltungsgemeinschaft Ilmmünster.

## Geografie
Die Gemeinde liegt zwischen München und Ingolstadt. Der namengebende Hauptort liegt linksseits im Tal der Ilm in der Aue und auf dem Unterhang, das Gemeindegebiet erstreckt sich vor allem nach Osten weit aufs Hügelland neben dem Flusstal.
Es gibt 15 Gemeindeteile (in Klammern ist der Siedlungstyp angegeben):
- Ehrensberg (Einöde)
- Entrischenbrunn (Dorf)
- Feldmühle (Einöde)
- Harres (Einöde)
- Hettenshausen (Pfarrdorf)
- Jahnhöhe (Siedlung)
- Leiten (Einöde)
- Posthof (Weiler)
- Prambach (Dorf)
- Reisgang (Dorf)
- Schaibmaierhof (Einöde)
- Streitberg (Weiler)
- Washof (Einöde)
- Webling (Weiler)
- Winden (Dorf)

Es gibt die Gemarkungen Hettenshausen und Entrischenbrunn.

## Geschichte

### Bis zur Gemeindegründung
798 erfolgte die erste Erwähnung des Ortes als „Hittinhusir“. Hettenshausen war Teil des Herzogtums bzw. Kurfürstentums Bayern und gehörte seit 1315 zur geschlossenen Hofmark Ilmmünster, deren Sitz das Stift Ilmmünster war. 1495 wurde das Kollegiatstift Ilmmünster nach München an das Liebfrauenstift verlegt. Die Hofmark Ilmmünster gelangte dadurch in das Eigentum des Liebfrauenstifts und blieb es bis zu seiner Aufhebung im Jahr 1803. Im Zuge der Verwaltungsreformen in Bayern entstand mit dem Gemeindeedikt von 1818 die Ruralgemeinde Hettenshausen, zu der neben dem Hauptort die Orte Feldmühle, Jahnhöhe, Posthof, Prambach, Reisgang, Washof und Webling gehörten.

### Eingemeindungen
Im Zuge der Gebietsreform in Bayern wurde am 1. Januar 1978 die Gemeinde Entrischenbrunn mit ihren Gemeindeteilen Ehrensberg, Harres, Leiten, Schaibmaierhof, Streitberg und Winden eingegliedert.

### Einwohnerentwicklung
Zwischen 1988 und 2018 wuchs die Gemeinde von 1615 auf 2158 Einwohner bzw. um 33,6 %.
- 1961: 1016 Einwohner
- 1970: 1246 Einwohner
- 1987: 1532 Einwohner
- 1991: 1866 Einwohner
- 1995: 1947 Einwohner
- 2000: 1890 Einwohner
- 2005: 2029 Einwohner
- 2010: 1987 Einwohner
- 2015: 2110 Einwohner
- 2020: 2143 Einwohner

Die Angaben beziehen sich auf das heutige Gemeindegebiet.

## Politik

### Gemeinderat
Bei der Kommunalwahl am 15. März 2020 ergab sich folgende Besetzung des Gemeinderates:
| Partei / Liste                 | Wahl 2020 | Wahl 2020 |
| Partei / Liste                 | %         | Sitze     |
| ------------------------------ | --------- | --------- |
| Unabhängige Wählergruppe (UWG) | 47,02     | 7         |
| BGH                            | 32,48     | 4         |
| SPD                            | 20,49     | 3         |
| Gesamt                         | 100       | 14        |
| Wahlbeteiligung                | 62,85 %   | 62,85 %   |

Gegenüber der Wahl von 2014 verlor die UWG einen Sitz, die SPD erreichte ein Mandat mehr. Während die CSU (vier Sitze) nicht mehr angetreten ist, kam die Wählergruppe BGH mit vier Sitzen neu in den Gemeinderat.

### Bürgermeister
Wolfgang Hagl (Unabhängige Wählergruppe) ist seit 1. Mai 2020 Erster Bürgermeister. Dieser wurde in der Stichwahl am 29. März 2020 mit 52,97 % der Stimmen gewählt. Seine Vorgänger waren:
- Hans Wojta (UWG) von 2002 bis 2020
- Hans-Alfred Strauß (CSU/FWV) bis 2002.

### Wappen
| Wappen von Hettenshausen | Blasonierung: „Über einem von Blau und Silber gespaltenen Wellenschildfuß vorne ein wachsender silberner Bischofsstab, um den sich eine goldene Schlange windet.“ |
| Wappen von Hettenshausen | Wappenbegründung: Der Wellenschildfuß weist auf die geografische Lage der Gemeinde an der Ilm hin. Der Kreuzstab, Attribut des heiligen Johannes des Täufers, versinnbildlicht das Patrozinium der Pfarrkuratiekirche von Hettenshausen, die seit 1427 dem Kollegiatstift Ilmmünster einverleibt war (heute Pfarrverband Ilmmünster). Der Bischofsstab mit der sich darum windenden Schlange ist das Attribut des heiligen Arsatius, dessen Reliquien im 8. Jahrhundert von Rom nach Ilmmünster gebracht wurden (später nach München). Damit wird die enge historische Verbindung von Hettenshausen nach Ilmmünster unterstrichen. Das Dorf Hettenshausen wurde im Jahr 1500 in die Hofmark Ilmmünster einbezogen, die 1495 auf Veranlassung Herzog Albrechts IV. dem Münchner Domkollegiatstift zu Unserer Lieben Frau als Ausstattung zugewiesen worden war. Die Tingierung in Silber und Blau unterstreicht den starken historischen Einfluss des wittelsbachischen Herzogshauses im Gemeindegebiet. Dieses Wappen wird seit 1982 geführt. |

## Religion

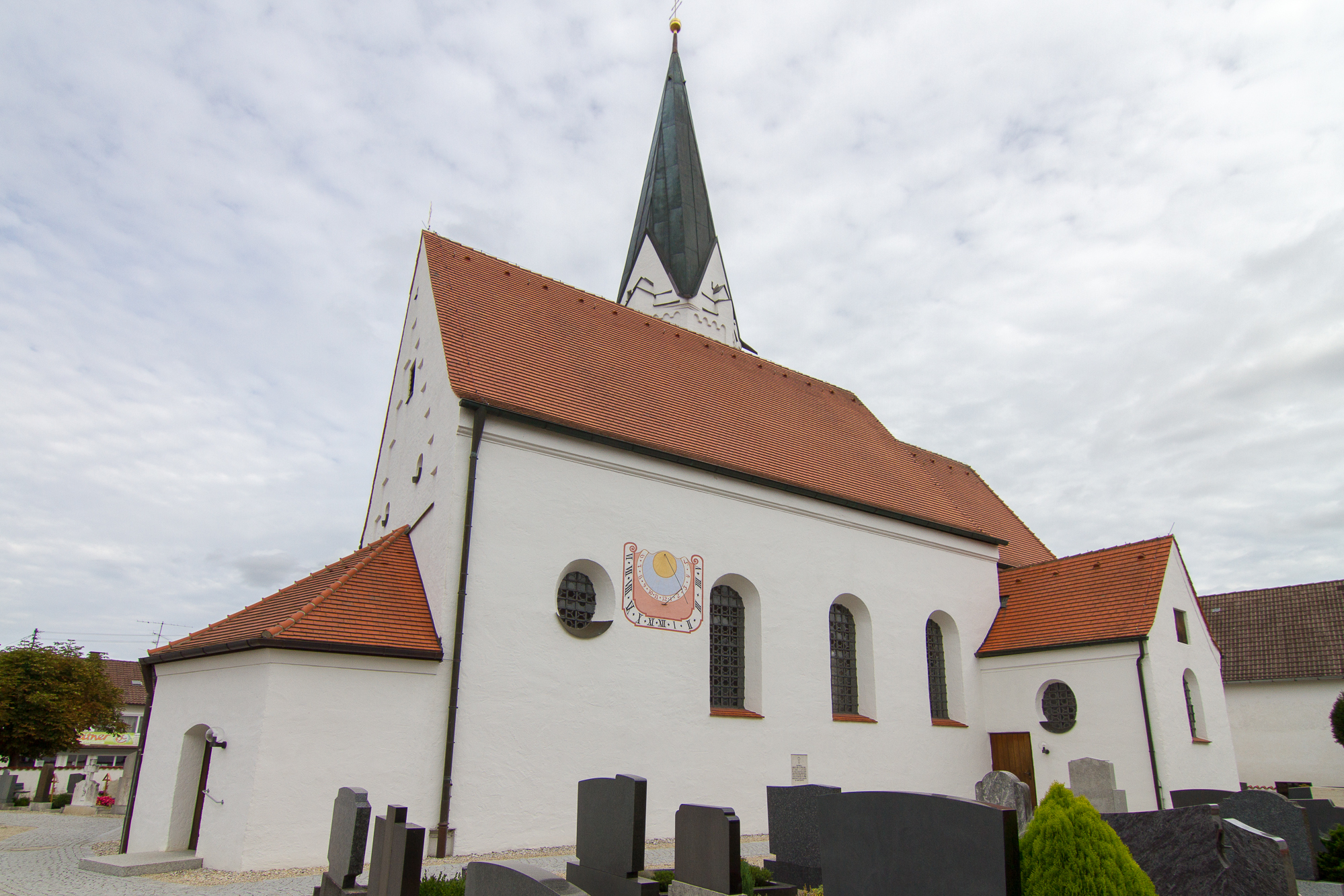
Hettenshausen Kirche Johannes der Täufer

Bereits im 8. Jahrhundert n. Chr. wird eine Taufkirche zu Ehren Johannes des Täufers in Hettenshausen erwähnt, in der Pfarrkinder aus Ilmmünster getauft wurden. Selbstständiger Pfarrsitz wird Hettenshausen im Jahre 1315. Im Jahre 1699 wurde, einer Inschrift im Chorbogen zufolge, eine Umgestaltung der Kirche durchgeführt.

## Kultur und Sehenswürdigkeiten

### Sport
In Hettenshausen gibt es einen Fußballverein mit dem Namen FC Hettenshausen.
Der Verein feierte 2007 sein 40-jähriges Bestehen und verzeichnet immer noch zahlreiche Neuzugänge aus der Umgebung.
Alljährlich veranstaltet der Verein am 14. August seine Open Air Party mit dem Namen Power Disco Night.

### Vereine
Durch die Theatergruppe Hettenshausen e. V. wird jährlich an den drei Wochenenden vor Ostern ein Theaterstück gezeigt. Die Theatergruppe Hettenshausen ist über die Ortsgrenzen hinaus bekannt.
Die ortsansässige Freiwillige Feuerwehr, welche seit 1890 besteht, veranstaltet alljährlich das Maifest in der Dorfmitte und seit 2008 am Samstag vor dem 1. Advent ihre Feuer"wehr"zangenbowle, welche auch als kleiner, eintägiger, Christkindlmarkt ausgelegt werden kann. Am 11. und 12. Juli 2015 feierte der Verein sein 125-jähriges Bestehen.

## Wirtschaft und Infrastruktur

### Wirtschaft einschließlich Land- und Forstwirtschaft
2018 gab es in der Gemeinde 314 sozialversicherungspflichtige Arbeitsplätze. Von der Wohnbevölkerung standen 985 Einwohner in einer versicherungspflichtigen Beschäftigung. Die Zahl der Auspendler war damit um 671 Personen höher als die der Einpendler. 20 Einwohner waren arbeitslos. Die 30 landwirtschaftlichen Betriebe (Stand 2016) bewirtschafteten insgesamt eine Fläche von 873 Hektar.
Im Jahr 2022 erzielte Hettenshausen Einnahmen aus der Gewerbesteuer in Höhe von 0,9 Millionen Euro. Mit einem Gewerbesteuerhebesatz von 310 % zählt die Gemeinde zu den steuerlich attraktivsten Standorten Deutschlands. Hettenshausen ist etwa steuerlich deutlich günstiger als die Landeshauptstadt München (Gewerbesteuerhebesatz 490 %).

### Bildung
Am 1. März 2019 gab es zwei Kindertageseinrichtungen mit insgesamt 99 Plätzen, wovon 97 belegt waren:
- Kindergarten „Ilmtalmäuse“
- Kinderkrippe „Pusteblume“[11]

## Söhne und Töchter des Ortes
- Ludwig Kraus (1911–1997), deutscher Ingenieur
- Hubert Gindert (* 1933), deutscher Ökonom